# New Democratic Party of Québec
Die New Democratic Party of Québec (NDPQ; frz. Nouveau Parti démocratique du Québec)  ist eine sozialdemokratische politische Partei in der kanadischen Provinz Québec. Im Gegensatz zu den anderen provinziellen Neuen Demokratischen Parteien in Kanada ist die NDPQ nicht von der föderalen Neuen Demokratische Partei anerkannt oder mit dieser verbunden. Die aktuelle Partei wurde 2014 gegründet und ist eine unbefugte Wiederbelebung der ursprünglichen Neuen Demokratischen Partei von Québec, die sich 1991 auflöste. Seit der Wahl am 3. Oktober 2022 stellt die NDPQ 0 von 125 Abgeordneten in der Nationalversammlung von Québec.

## Geschichte

### Die ursprüngliche Partei (1963–1994)
Die ursprüngliche New Democratic Party of Québec entstand aus der Sozialdemokratischen Partei von Québec (frz. Parti social démocratique du Québec), der Quebecer Sektion der Co-operative Commonwealth Federation.
Die NDPQ war in dieser Zeit eine kleine Partei und wählte nie einen Abgeordneten in der Nationalversammlung von Québec. Das beste Ergebnis erzielte die Partei bei der Provinzwahl 1985, wo sie 82.588 Stimmen (2,42 %) erhielt.
In den späten 1980er Jahren stand die NDPQ unter der Führung von Souveränisten, die die Unabhängigkeit Québecs von Kanada unterstützten. Dies führte zu Machtkämpfen zwischen der föderal Neuen Demokratische Partei und der NDPQ. 1989 stimmte die NDPQ für die Trennung von der Föderalpartei. 1994 beschloss die Partei, ihren Namen in Partei des Demokratischen Sozialismus (frz. Parti de la democratie socialiste) zu ändern. Im Jahr 2002 fusionierte die Partei zur Union der Progressiven Kräfte (frz. Union des Forces Progressistes), die wiederum 2006 zur Québec Solidaire aufging.

### Die neue Partei (seit 2014)
Auf dem Parteitag der föderalen Neuen Demokratischen Partei 2006 in Québec wurde darüber diskutiert, ob die Partei wieder eine offizielle Québec-Sektion der Partei gründen sollte. Allerdings konnte der Vorschlag auf dem Parteitag nicht genügend Unterstützung finden.
Allerdings erlebte die föderale Neue Demokratische Partei in Québec bei der Kanadische Unterhauswahl 2011 einen massiven Zuspruch. In Québec gewann die Partei 42,9 % der Stimmen und wählte 59 von 75 Abgeordnete. Dies veranlasste die Föderalepartei, die Wiederherstellung einer Sektion in Québec noch einmal zu überdenken.
Am 17. August 2012 kündigte der NDP-Bundesvorsitzende Thomas Mulcair an, dass die Partei die Gründung einer Provinzsektion für den Wahlkampf bei den erwarteten Provinzwahlen 2016 vorbereiten werde. Im November änderte Mulcair jedoch seine Meinung und erklärte, dass die Entscheidung aufgrund des einzigartigen politischen Umfelds in Quebec zu riskant sei.
Dennoch blieben viele Parteimitglieder an der Wiedergründung einer Provinzsektion interessiert. Am 30. Januar 2014 wurde die New Democratic Party of Québec ohne Beteiligung der Föderalepartei als Provinzpartei registriert. Pierre Ducasse, der zuvor als Berater von Jack Layton gedient hatte, wurde zum Parteivorsitzenden ernannt.
Die derzeitige Partei ist im Gegensatz zu anderen linken Parteien in Québec wie dem Parti Québécois und Québec Solidaire gegen die Unabhängigkeit Quebecs.
Beim Parteitag 2018 wurde Raphaël Fortin zum Parteivorsitzenden gewählt und besiegte den ehemaligen Unterhaus-Abgeordneten Raymond Côté.
Bei der Provinzwahl 2018 schlug das Parteiprogramm vor, die Studiengebühren abzuschaffen und die Steuern auf Elektroautos zu senken. Der Föderalevorsitzende der Neuen Demokratischen Partei, Jagmeet Singh, unterstützte die NDPQ während des Wahlkampfs nicht, da die Parteien nicht verbunden sind. Bei der Wahl erhielt diese Partei 22.863 Stimmen (0,57 %).
An der Provinzwahl 2022 nahm die Partei nicht teil.

## Vorsitzende
NDPQ (seit 2014)
- Raphaël Fortin (seit 2018)
- Pierre Ducasse (2014–2018)

NDPQ (1963–1994)
- Jean-François Sirois (1992–1994)
- Michel Parenteau (1990–1992)
- Gaétan Nadeau (1989–1990)
- Roland Morin (1987–1989)
- Jean-Paul Harney (1985–1987)
- Henri-François Gautrin (1973–1979)
- Roland Morin (1970–1973)
- Robert Cliche (1964–1968)

## Wahlergebnisse
NDPQ (seit 2014)
| Wahl | Sitze total | Kandi- daten | Gew. Sitze | Stimmen | Anteil |
| ---- | ----------- | ------------ | ---------- | ------- | ------ |
| 2018 | 125         | 59           | 0          | 22.863  | 0,57 % |